# The Irrefutable Truth about Demons
The Irrefutable Truth about Demons és una pel·lícula de terror de Nova Zelanda estrenada l'any 2000. Va ser dirigida per Glenn Standring i protagonitzada per Karl Urban, Katie Wolfe i Jonathon Hendry.
El títol del DVD del Regne Unit de la pel·lícula és The Truth About Demons.

## Argument
El professor d'antropologia altiu Harry Ballard (Karl Urban) rep una cinta de vídeo sinistre que mostra un culte anomenat Black Lodge despotricant sobre un complot demoníac. Com a resultat, el germà d'en Harry, Richard, es va suïcidar uns mesos abans en circumstàncies misterioses, possiblement relacionades amb aquest culte; en qualsevol cas, la pèrdua ha esvalotat la ment d'en Harry, fent que la seva relació amb la seva xicota (Sally Stockwell) s'hagi enfonsat. Mentrestant, una jove aparentment esquizofrènica anomenada Benny (Katie Wolfe), que té una inclinació per encendre espurnes als carrerons sense cap raó, segueix en Harry i l'arrabassa de les mandíbules de la fatalitat després que caigui a les mans del culte. El líder diabòlic, Le Valliant (Jonathan Hendry), sembla que té grans plans preparats per a Harry, i aviat el control de la realitat del protagonista s'esvaeix a mesura que el culte l'orienta per a un ritual proper.

## Repartiment
- Karl Urban - Harry Ballard
- Katie Wolfe - Benny
- Jonathon Hendry - Le Valliant
- Sally Stockwell

## Distincions
- Nominació al premi a la millor pel·lícula al XXXIII Festival Internacional de Cinema Fantàstic de Catalunya l'any 2000.[3]
- Nominació al premi a la millor pel·lícula al festival Fantasporto l'any 2001.
- Nominació al millor guió, millor muntatge i millor actor per a Karl Urban als New Zealand Screen Awards el 2001.

## Recepció crítica
AllMovie va donar una crítica positiva a la pel·lícula, qualificant-la de "una pel·lícula intel·ligent i alegrement ridícul".